# Lee Robert Martin
Lee Robert Martin (Taunton, 1987. február 9. –) angol labdarúgó, jelenleg a Ramsgate játékosa.

## Pályafutása
Martin a Wimbledonnál kezdte pályafutását ifiként, ahol több nagy klub figyelmét is felkeltette. 2003-ban a Manchester Unitedet választotta, de az Arsenal, a Tottenham Hotspur és a Liverpool is érdeklődött iránta. A United részletekben körülbelül 1 millió fontot fizetett érte.
A 2003–04-es szezonban megfordult a Manchester United különböző korosztályos csapataiban és egyszer a cserepadon is ülhetett a tartalékok között. A következő idényben állandó tagja lett az U18-as csapatnak, utána pedig hamar felkerült a tartalékcsapatba. Nagyon jól teljesített, sok gólt szerzett és készített elő, a Bolton Wanderers ellen például mesterhármast ünnepelhetett. A 2005–06-os évad még jobban sikerült Martin számára, teljesítménye elismeréseként többször leülhetett a kispadra a Bajnokok Ligájában. Az első csapatban 2005. október 26-án mutatkozhatott be egy Barnet elleni Ligakupa-meccsen. 75 percet kapott, helyére Darron Gibson állt be.
2006 januárjában kölcsönben a United fiókcsapatához, a Royal Antwerphez került, ahol a szurkolók az év legjobb játékosává választották. A 2006–07-es szezon előtti felkészülési időszakban hat barátságos meccsen lépett pályára és jó teljesítményt nyújtott, főleg a Celtic elleni találkozón. Ezzel felkeltette a Rangers érdeklődését. A skótok kölcsön is vették, de 2006 decemberében visszatért a Manchester Unitedhez, mivel nem kapott annyi lehetőséget, amennyit szeretett volna.
2007 januárjában a Stoke City vette kölcsön, ahol gólt is szerzett egy Southampton elleni bajnokin. A 2007–08-as szezon élőtt részt vett a United ázsiai körútján, mely során egy gólt szerzett. A Chelsea elleni Community Shielden a cserepadon ült, de nem jutott szerephez.
2007. szeptember 26-án Martin lehetőséghez jutott a Ligakupában a Coventry City ellen, de félidőben lecserélték, amikor a United 1–0-s hátrányban volt. Végül a Coventry 2–0-ra nyert. 2007 októberében három hónapra kölcsönvette a Plymouth Argyle.
2008. január 10-én a Sheffield United bejelentette, hogy kölcsönvette Martint a szezon hátralévő részére. Végül azonban egy térdsérülés miatt vissza kellett térnie az Old Traffordra. A szezon után ismét részt vett a United barátságos túráján, Dél-Afrikában és győztes gólt szerzett az Orlando Pirates ellen.
2008. augusztus 13-án a Nottingham Foresthez szerződött kölcsönben egy hónapra. Néhány héttel később a Forest december 31-éig meghosszabbította a kölcsönszerződését.

## Külső hivatkozások
- Lee Martin pályafutásának statisztikái a Soccerbase oldalon (angolul)

- Lee Martin profilja a ManUtd.com-on